# 1025
1025 (MXXV) fue un año común comenzado en viernes del calendario juliano.

## Acontecimientos
- Se funda el Monasterio de Montserrat, que hoy alberga unos 4000 monjes.
- Constantino VIII es nombrado emperador del Imperio bizantino.
- Miecislao II, es nombrado rey de Polonia.

## Nacimientos
- Go-Reizei, emperador japonés.
- Xiuhtlaltzin, Reina Tolteca.

## Fallecimientos
- Muhammad III, Decimoprimer califa del Califato de Córdoba. Asesinado.
- 15 de diciembre - Basilio II, emperador bizantino.
- Boleslao I el Bravo, rey de Polonia.